# 보아두 맥스웰 아코스티
보아두 맥스웰 아코스티(영어: Boadu Maxwell Acosty, 1991년 9월 10일 ~ )는 가나의 축구 선수로, 포지션은 윙어다. 맥스웰 아코스티라고도 불리며, K리그 등록명은 아코스티였다. 이탈리아 국적도 가지고 있다.

## 클럽 경력
아코스티는 2008-09시즌부터 레가 프로 프리마 디비시오네의 AC 레지아나 1919의 유스팀과 성인팀을 거쳐 2009년 7월 세리에 A의 ACF 피오렌티나로 이적하였다. 2012년 1월 22일 칼리아리 칼초전에서 64분 경 아뎀 랴이치를 대신하여 교체 투입되어 피오렌티나에서 세리에 A 데뷔무대를 가졌다. 이후 이탈리아의 여러 팀에 임대이적하면서 팀들을 옮겼다.
2017년부터 2020년까지 크로아티아 1.HNL의 HNK 리예카에서 활동한 후, 2020년 2월 자유 계약 신분으로 K리그2의 FC 안양으로 이적했다.

## 경력 통계
| 클럽    | 클럽          | 클럽             | 리그 | 리그 | 컵   | 컵 | 대륙 | 대륙 | 총계 | 총계 |
| 시즌    | 클럽          | 리그             | 출장 | 골   | 출장 | 골 | 출장 | 골   | 출장 | 골   |
| ------- | ------------- | ---------------- | ---- | ---- | ---- | -- | ---- | ---- | ---- | ---- |
| 2008–09 | 레지아나      | 레가 프로 프리마 | 12   | 1    | 0    | 0  | –    | –    | 12   | 1    |
| 2009–10 | 피오렌티나    | 세리에 A         | 0    | 0    | 0    | 0  | 0    | 0    | 0    | 0    |
| 2010–11 | 피오렌티나    | 세리에 A         | 0    | 0    | 0    | 0  | 0    | 0    | 0    | 0    |
| 2011–12 | 피오렌티나    | 세리에 A         | 5    | 0    | 0    | 0  | 0    | 0    | 5    | 0    |
| 2012–13 | 유베 스타비아 | 세리에 B         | 37   | 1    | 3    | 1  | –    | –    | 40   | 2    |
| 2013–14 | 키에보        | 세리에 A         | 7    | 0    | 1    | 0  | –    | –    | 8    | 0    |
| 2013–14 | 카르피        | 세리에 B         | 12   | 0    | 0    | 0  | –    | –    | 12   | 0    |
| 2014–15 | 모데나        | 세리에 B         | 18   | 1    | 1    | 0  | –    | –    | 19   | 1    |
| 2015–16 | 라티나        | 세리에 B         | 33   | 7    | 0    | 0  | –    | –    | 33   | 7    |
| 2016–17 | 라티나        | 세리에 B         | 16   | 2    | 0    | 0  | –    | –    | 16   | 2    |
| 2016–17 | 크로토네      | 세리에 A         | 11   | 0    | 0    | 0  | –    | –    | 11   | 0    |
| 2017–18 | 리예카        | 프르바 HNL       | 22   | 6    | 3    | 0  | 6    | 1    | 31   | 7    |
| 2018–19 | 리예카        | 프르바 HNL       | 29   | 7    | 3    | 0  | 2    | 0    | 34   | 7    |
| 2019–20 | 리예카        | 프르바 HNL       | 17   | 3    | 1    | 0  | 4    | 0    | 22   | 3    |
| 2020    | FC 안양       | K리그2           | 19   | 7    | 2    | 0  | -    | -    | 21   | 7    |
| 통산    | 통산          | 통산             | 238  | 35   | 14   | 1  | 12   | 1    | 264  | 37   |

## 수상
리예카
- 크로아티아 컵: 2018-19